# Wafiq al-Samarrai
Wafiq Ajeel Homood al-Samarrai (em árabe: وفيق عجيل حمود السامرائي) (1º de julho de 1947 - 29 de agosto de 2022) foi um general iraquiano chefe da inteligência militar geral do país.

## Carreira militar
Al-Samarrai serviu como vice do Diretor de Inteligência Militar em 1988 durante o Genocídio Anfal, na Inteligência iraquiana durante a Guerra Irã-Iraque e foi nomeado chefe da Agência de Inteligência Militar em 1990.

## Deserção
Ele desertou em dezembro de 1994 e dirigiu até Kirkuk, depois caminhou por 30 horas para cruzar a fronteira para o enclave curdo ao norte. A princípio aliou-se a Ahmad Chalabi, líder do Congresso Nacional Iraquiano. Eles fomentaram uma miniguerra em março de 1995 entre grupos curdos e o Exército iraquiano, que deu errado quando os insurgentes não conseguiram garantir o apoio aéreo militar americano. Al-Samarrai mudou-se para a Síria e acabou indo para Londres em 1998, onde chefiou um grupo de oposição chamado Conselho Superior de Salvação Nacional, com sede na Dinamarca.
Após sua deserção, Qusay Hussein disse a altos funcionários iraquianos, incluindo Ra'ad al-Hamdani, que al-Samarrai era um agente secreto de Jalal Talabani e do Irã desde 1982. O ex-Major-General Mizher Rashid al-Tarfa al-Ubaydi, da Inteligência iraquiana, afirmou que al-Samarrai fugiu porque acreditava que estava prestes a ser preso.

## Pós-invasão do Iraque

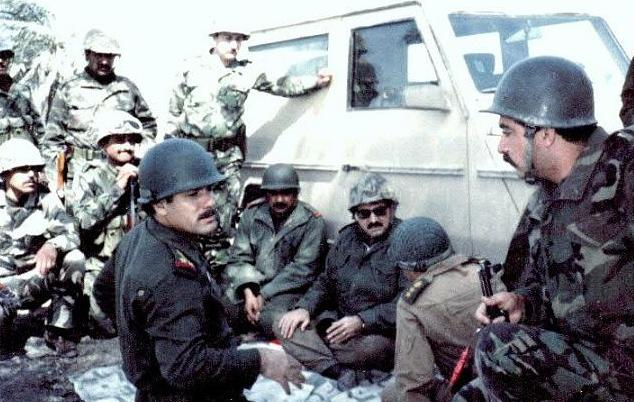
Wafiq Al-Samarrai (centro-esquerda) e comandantes iraquianos discutindo estratégia na frente de batalha durante a guerra contra o Irã, 1986.

Em 2003, ele voltou para sua cidade natal Samarra, no Iraque e lá permaneceu até ser nomeado conselheiro de segurança nacional do presidente Jalal Talabani em 2005 e mudou-se para a Zona Verde em Bagdá. Ele foi afastado de seu cargo em 2008 após a descoberta de documentos que o implicavam nas operações das forças iraquianas contra os rebeldes nos levantes de 1991.
Em 6 de março de 2008, o site da presidência iraquiana divulgou uma decisão judicial para suspender todas as restrições impostas ao General Wafiq al-Samarrai, incluindo o congelamento de seus bens, depois que o juiz da Suprema Corte Criminal Adnan al-Badri anunciou que uma investigação não encontrou evidências que implicassem al-Samarrai nos ataques do exército iraquiano contra curdos e xiitas em 1991. No entanto, Samarrai partiu para Londres e anunciou que não voltaria ao Iraque no futuro.
Em 29 de agosto de 2022, ele morreu em Londres, um ano depois de ter sido internado em hospitais de lá, sofrendo de câncer.

## Ligaçõs externas
- General planeja queda de Saddam passo a passo, The Telegraph
- قرار قضائي ينفي أي مسؤولية جنائية عن الفريق أول الركن وفيق سامرائي ويلزم برفع كل القيود عنه, iraqipresidency.